# Anders Erik Malm
Anders Erik Malm, född 25 mars 1922 i Nora, död 8 februari 1984 i Enskede, Stockholm, var en svensk journalist och tv-profil.
Malm gjorde naturprogram i TV, bland annat det populära Korsnäsgården, ursprungligen Just nu, som gjordes tillsammans med Nils Linnman, Harald Wiberg, Arne Andersson och Gert Engström. Programserien sändes i Sveriges Television 1961–1984. Gården ligger i Uppland och blev rikskänd genom tv-serien. Han var även programledare i Sveriges magasin tillsammans med Gunnar Arvidsson.